# Alix Duchet
Alix Duchet (nacida el 30 de diciembre de 1997 en Roanne, Francia) es una jugadora de baloncesto francesa. Con 1.68 metros de estatura, juega en la posición de base.